# ويليام أوترمولن
ويليام تشارلز أوترمولِن (5 ديسمبر 1933-21 مارس 2007) فنان تشخيصي أمريكي معروف ببورتريهاته الذاتية المتأخرة التي اكتملت بعد تشخيصه عام 1995 بمرض الزهايمر المحتمل. عانى من فقدان الذاكرة التدريجي منذ نحو أربع سنوات قبل تشخيصه في عام 1995. خلال ذلك الوقت، بدأ رسم سلسلة من البورتريهات الذاتية، وتأثر جزئيًا بالرسام التشخيصي فرانسيس بيكون والمصورين السينمائيين من الحركة التعبيرية الألمانية.
ولد أوترمولِن للجيل الأول من المهاجرين الألمان في جنوب فيلادلفيا، وحصل على منحة دراسية في أكاديمية فيلادلفيا للفنون الجميلة في عام 1951. بعد الانتهاء من الخدمة العسكرية، أمضى سنة 1953 في الدراسة في أوروبا الغربية وهناك ألهمه فنانو عصر النهضة والباروكية. انتقل إلى لندن عام 1962 وتزوج مؤرخة الفن باتريشيا ريدموند عام 1965. انتقل إلى ماساتشوستس في عام 1972 لتدريس الفن في كلية أميرست قبل أن يعود إلى لندن في عام 1975.
توفي أوترمولِن في عزلة في 21 مارس 2007، عن عمر ناهز 73 عامًا، لكن أعماله الأخيرة أكسبته شهرة بعد وفاته. يُنظر إلى بورتريهاته الذاتية على نحو استثنائي باعتبارها مهمة في فهم الآثار التدريجية للاضطرابات المعرفية العصبية.

## الطراز الفني
كانت أعماله الأولية في الغالب تشخيصية، مع أن جيمس ستوبنراو وصف فن أوترمولِن المبكر بأنه من الطراز التعبيري «غزير، وفي بعض الأحيان سريالي». لفترة في أواخر سبعينيات القرن العشرين، وكرد فعل على الحركة الواقعية، طبع الصور على لوحة قماشية ورسم فوقها مباشرة. يمكن رؤية مثال على هذه التقنية في بورتريه ذاتي (انفصام) (1977). استخدم هذه التقنية لاثنين من البورتريهات لرسم ريدموند.
فيما يتعلق بالطراز الفني لأوترمولِن، قالت ريدموند لصحيفة نيويورك تايمز إنه «كان منفصلًا عما يحدث. اتبع الجميع التعبيرية التجريدية، في حين اتبع هو الفن التشخيصي بشكل رسمي». أوضحت في مقابلة مع استديو 360 أن أوترمولِن كان «مرتبكًا وقلقًا، لأنه لا يستطيع العمل بطريقة مجردة تمامًا»، فقد اعتبر أن الفن التشخيصي «مهم للغاية».

### الدورات الست
لم يشرح أوترمولِن عمله أو يناقشه مع ريدموند. قالت لاحقًا بصفتها مؤرخة فنية، خشيت التدخل في تقدمه الإبداعي. اعتقدت ريدموند أنها «محقة تمامًا» في هذا النهج، وخمنت أنها لو تدخلت لسلطت الضوء على العيوب في عمله. يمكن تصنيف معظم لوحاته المبكرة في ست دورات: الأسطورية (1962-1963)، وكانتوس (أو دانتي) (1964-1966)، والممثلون الإيمائيون (1969-1970)، والحرب (1972-1973)، والعراة (1973-1974)، وقطع المحادثة (1989-1991).
تتكون السلسلة الأسطورية أساسًا من مناظر مائية. دورة دانتي مستوحاة من جحيم دانتي، بينما تأثرت اللوحات ذات الطراز الفني بفن البوب. تشير سلسلة الحرب إلى حرب فيتنام، ووفقًا لريدموند، فإن رسمه للجنود المنعزلين يمثل شعوره بأنه غريب في المشهد الفني. بُنيت كل من الممثلين الإيمائيين والمحادثة على ذكريات الطفولة، اكتمل العمل الأول بين عامي 1968 و1970، واستوحاه من موكب الممثلين الإيمائيين في فيلادلفيا. في رسالة من نوفمبر 1970، ذكر أوترمولِن أن الدورة أنشأها «كوسيلة للتعبير عن قلقي». وصفت ريدموند الممثلين الإيمائيين بأنها «رؤية متعاطفة للطبقات الدنيا، بل ولصورته الذاتية المتوقعة».
وصف المحلل النفسي الفرنسي باتريس بوليني لوحات المحادثة بأنها محاولة أوترمولِن لوصف أحداث حياته قبل فقدان الذاكرة. سبقت أعراضه تأريخ التشخيص، وأشاروا بالفعل إلى وجودها مسبقًا. تشير عناوين مثل دبليو 9 وميديا فالي إلى اسمي الحي والمقاطعة، على التوالي، اللذين عاش فيهما في ذلك الوقت. تحتوي الأعمال الفنية نفسها على ألوان أكثر تشبعًا و«إشراك الترتيبات المكانية»، والتي تسلط الضوء على تصرفات الأشخاص في الأعمال الفنية.

## مرض الزهايمر، الأعمال الأخيرة
عانى أوترمولِن من فقدان الذاكرة أثناء العمل على سلسلة المحادثة. تراوحت أعراضه بين عدم قدرته على تذكر كيفية لف ربطة العنق إلى عدم قدرته على العودة إلى شقته. بين عامي 1993 و1994 أنتج سلسلة من المطبوعات الحجرية تصور قصصًا قصيرة كتبها شاعر الحرب العالمية الأولى ويلفريد أوين. كانت الشخصيات أكثر ثباتًا وتشبه القناع من قطع المحادثة. تتألف من سلسلة من الجنود المشوشين والجرحى، وقد وصفها تاجر الأعمال الفنية كريس بويكوس بأنها تبدو كشعور مسبق لتشخيص إصابة الفنان بالخرف في العام التالي. بحلول هذا الوقت، كان غالبًا ما ينسى مواعيد التدريس.
في عام 1994 حصل على عمولة لرسم بورتريه عائلي. بعد نحو عام، أخذت ريدموند الزبون إلى استوديو أوترمولِن ليرى التقدم، لكن أوترمولِن لم يكن قد أحرز أي تقدم منذ آخر مشاهدة لها قبل تسعة أشهر. خشيت ريدموند من إصابة أوترمولِن بالاكتئاب وطلبت المشورة الطبية. شُخصت إصابته بمرض الزهايمر المحتمل في أغسطس 1995 عن عمر ناهز 61 عامًا. أرسِل إلى مستشفى كوينز سكوير، وهناك اهتمت الممرضة رون إسحاق برسوماته، وطلبت منه البدء في رسم بورتريه ذاتي. انتهى من عمله الأول، السموات الزرقاء، بين عامي 1994 و1995، قبل تشخيصه، ويظهر وهو يمسك بمنضدة صفراء في مساحة داخلية فارغة قليلة الوصف. عندما زار اختصاصي علم النفس العصبي سيباستيان كروتش أوترمولِن في أواخر عام 1999، وصف اللوحة بأنها تصور الفنان وهو يحاول التمسك وتجنب «الانجراف» من النافذة المفتوحة أعلاه. شبه بوليني رسمه وهو متمسك بالطاولة برسام متمسك بلوحة رسمه، قائلًا: «من أجل البقاء على قيد الحياة، يجب أن يكون قادرًا على تصوير هذه اللحظة الكارثية، وأن يصور ما لا يوصف». أصبحت السموات الزرقاء آخر لوحة «ذات مقياس كبير» لأوترمولِن.
يُظهر رسمه التخطيطي ذلك العام، الرجل المرحب، شخصية مفككة يبدو أنها تمثل فقده للإدراك المكاني. فيما يتعلق بالرسم، ذكر كروتش وآخرون أن «أوترمولِن أقر بوجود مشكلة في الرسم التخطيطي، لكنه لم يعرف ما هي المشكلة ولا كيفية تصحيحها». بدأ سلسلة من البورتريهات الذاتية بعد تشخيصه في عام 1995. أقدمها، سلسلة الأقنعة، بالألوان المائية واكتملت بين عامي 1994 و2001. يعود تاريخ آخر بورتريهاته غير الذاتية إلى عام 1997، وتعود لريدموند. أطلق عليها باتريس بوليني اسم بات (زوجة الفنان).

## الأعمال الأخيرة

### بورتريه ذاتي
أصبحت سلسلة صوره الذاتية مجردة بشكل متزايد مع تقدم الخرف، ووفقًا للناقد أنجان تشاترجي، فإنه يصف «التعبيرات الذاتية النفسية المؤلمة». لم تؤثر المراحل المبكرة من المرض على قدرته على الرسم، على الرغم مما لاحظه كروتش. لا يُعتقد أن الاضطراب المعرفي لديه كان وراثيًا؛ بصرف النظر عن حادث سيارة 1989 الذي تركه فاقدًا للوعي لمدة 30 دقيقة تقريبًا، وصف كروتش التاريخ الطبي لأوترمولِن بأنه «غير ملحوظ». غطت ريدموند المرايا في منزلهم لأن أوترمولِن كان خائفًا مما رآه هناك، وتوقف عن استخدامها للبورتريهات الذاتية. بعد تشخيص أوترمولِن، أصبحت أوصاف جمجمته جانبًا رئيسيًا من بورتريهاته الذاتية، بينما لاحظ الأكاديمي روبرت كوك ديجان كيف أنه مع تقدم حالة أوترمولِن، «قلّت الألوان التي يدمجها تدريجيًا».
تميزت البورتريهات الذاتية المتأخرة بفرشاة أكثر سمكًا من أعماله السابقة. كتبت الصحفية ليزلي ميلين في جريدة كوينز كوارترلي، أن الأعمال أصبحت أكثر تشويهًا ولكنها أقل ألوانًا تدريجيًا. في كتاب نيكي جيرارد لعام 2019، ماذا يعلمنا الخرف عن الحب، تصف البورتريه الذاتي بأنه حداثة عاطفية. أشار شارما إلى أنهم يصورون عمه العاهة، بأنه حالة تؤدي إلى فقدان التعرف على الذات والتعرف على الأشياء.